# Реальний опціон
Реальний опціон (англ. Real options) дозволяє менеджерам приймати майбутні рішення, які змінюють вартість рішень з бюджетування капіталу, зроблених сьогодні. Реальні опціони подібні до фінансових опціонів пут і колл (англ. Put and call) тим, що вони дають власнику опціона право (але не зобов'язання) прийняти певне рішення. Різниця між ними полягає в тому, що реальні опціони базуються на реальних, а не на фінансових активах і залежать від майбутніх подій. Реальні опціони дають менеджерам гнучкість, яка дозволяє збільшити чисту теперішню вартість окремих інвестиційних проєктів.

## Види реальних опціонів
- часові опціони — дають можливість відстрочення прийняття рішення, з метою дочекатися надходження додаткової інформації про прийняття рішення
- опціон на відмову — подібні до фінансових опціонів пут. Дають можливість відмовитися від проєкту, якщо таке рішення є оптимальним з точки зору грошових потоків кожної з альтернатив
- опціон на розширення — подібні до фінансових опціонів колл. Дають можливість компанії зробити додаткові інвестиції в проєкт, якщо це створить додаткову вартість
- опціони гнучкості — дають менеджерам можливість приймати рішення стосовно операційних параметрів проєкту, наприклад, змінювати ціну продукту або параметри виробництва продукту
- фундаментальні опціони — проєкти, які є опціонами самі по собі, оскільки грошові потоки залежать він цін на базовий актив. Наприклад, відкриття вугільної шахти залежить від ціни на вугілля і при достатньо низькій ціні шахту відкривати недоцільно.

## Оцінка інвестиційних проєктів з реальними опціонами
Існує декілька підходів до оцінки проєктів з реальними опціонами:
- визначення вартості проєкту без опціону. У випадку, якщо вартість проєкту більше нуля без врахування опціону, проєкт є доцільним, оскільки вартість опціону завжди більша або рівна нулю
- використання «дерева рішень». Хоча даний метод не завжди дозволяє точно визначити вартість опціону, він дозволяє прийняти більш обґрунтоване рішення за рахунок аналізу послідовності рішень
- використання моделей оцінки опціонів. Цей метод вимагає застосування доволі складних математичних методів